# Beaumaris (Regno Unito)
Beaumaris (in gallese: Biwmares; 2000 ab. circa) è una cittadina dell'isola (e contea) di Anglesey (Gwynedd), nel Galles nord-occidentale, affacciata sulla baia di Conwy (Conwy Bay), un tratto della baia di Liverpool (Liverpool Bay, Mare d'Irlanda), ed appartenente al commote  di Dindaethwy.

## Geografia fisica

### Collocazione
Beaumaris si trova nella parte sud-orientale dell'isola di Anglesey, a sud-est di Llangefni, a nord-est di Llanfair P.G. e pochi chilometri a nord di Bangor (dalla quale è divisa da uno stretto braccio di mare, lo Stretto di Menai).

## Edifici e luoghi d'interesse
L'edificio più famoso della città è il Castello di Beaumaris (Beaumaris Castle), fatto costruire nel 1295 da Edoardo I d'Inghilterra ed inserito nel Patrimonio dell'umanità dall'UNESCO.
Altri edifici d'interesse sono:
- la Chiesa di Santa Maria (St. Mary's Church)

## Galleria d'immagini

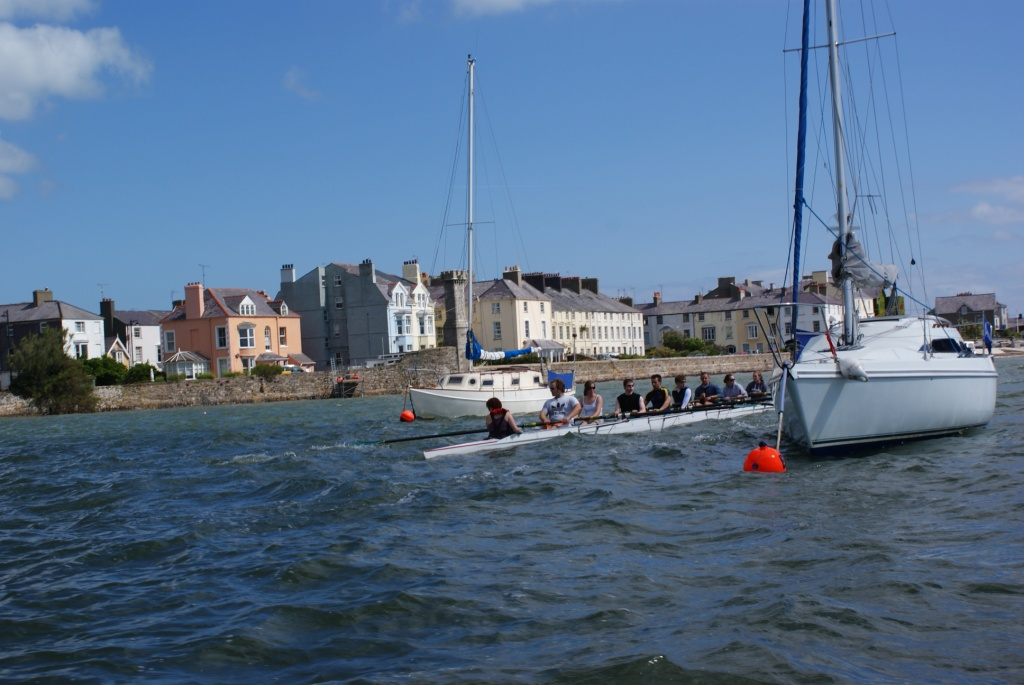
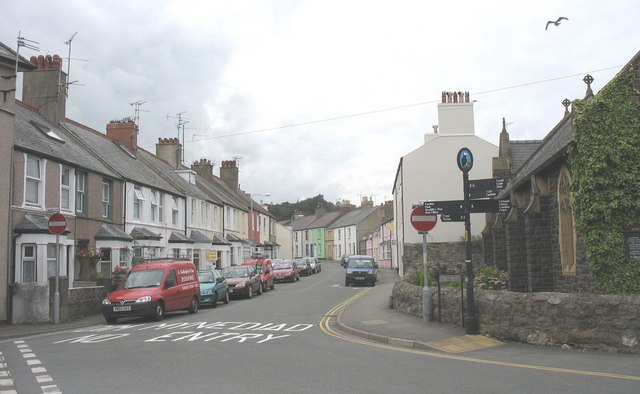
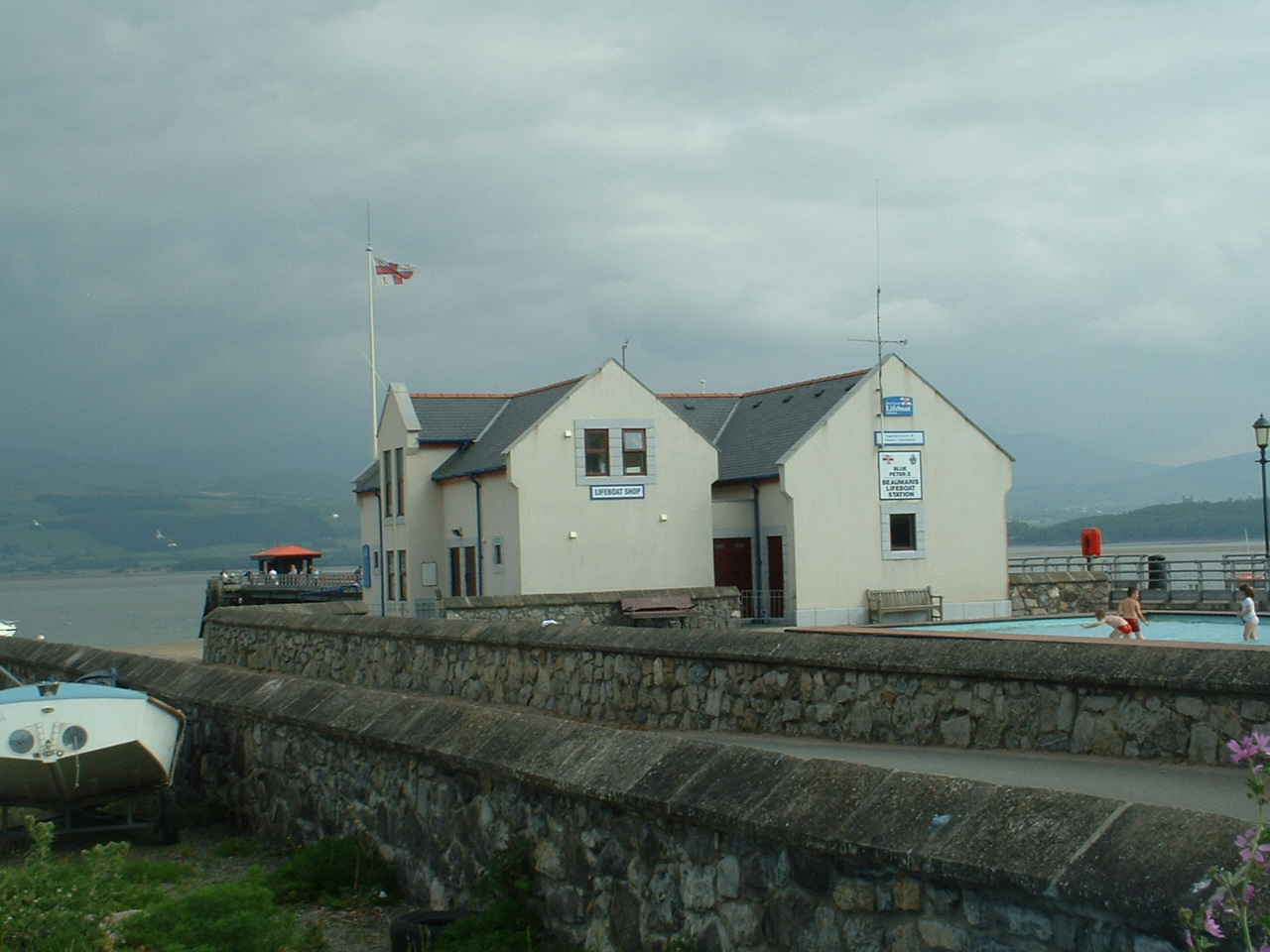

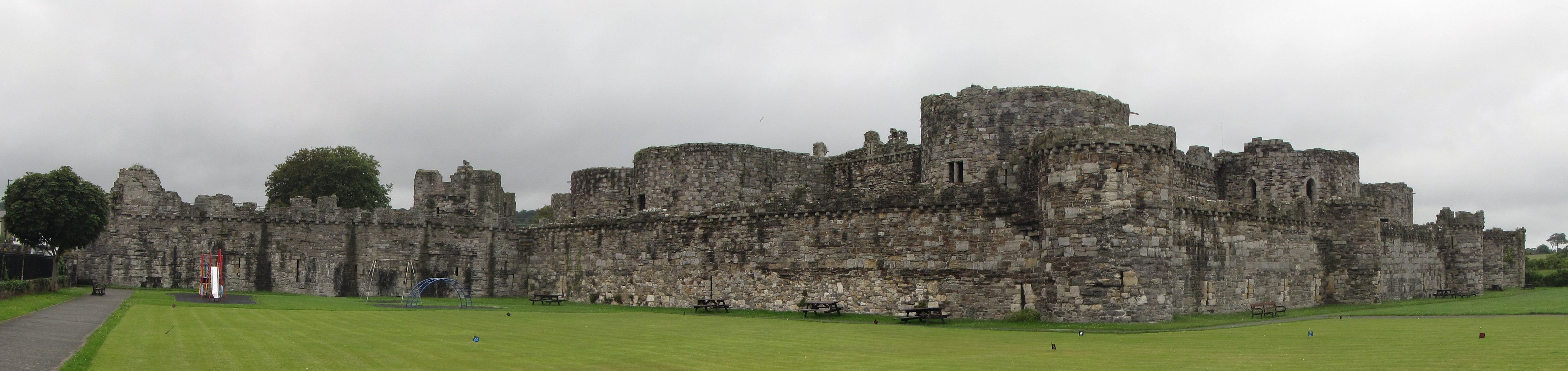
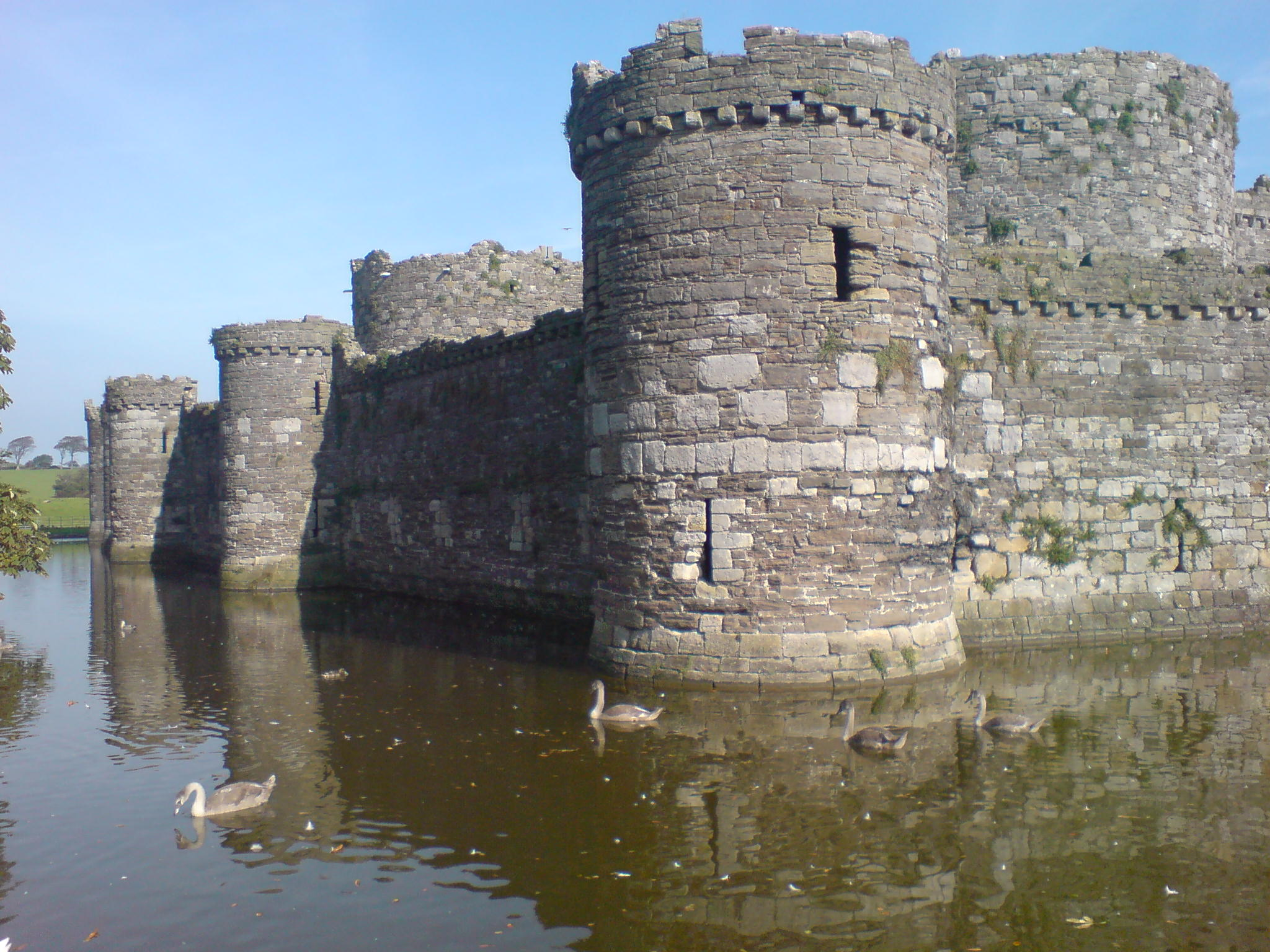
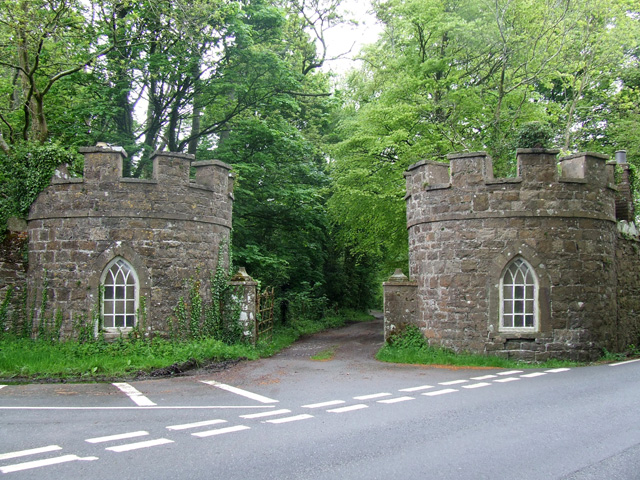